# Batalla de Werben
La batalla de Werben fue una batalla librada el 22 de julio de 1631 durante la Guerra de los Treinta Años entre el Reino de Suecia y el Sacro Imperio Romano Germánico cerca de la ciudad de Werben, a orillas de río Elba, en el actual estado federado de Sajonia-Anhalt, Alemania. Los suecos disponían de 16 000 soldados al mando de su monarca, Gustavo Adolfo, mientras que los imperiales contaban con 23.000 soldados a las órdenes de Johann Tserclaes, Conde de Tilly. Las tropas de Tilly atacaron las trincheras suecas frente a Werben, pero las baterías suecas y el calvario al que los sometió Wolf Heinrich von Baudissin los obligó a replegarse. El ataque se reinició un par de días más tarde, pero el resultado fue el mismo y las tropas imperiales se retiraron con la pérdida de 6.000 hombres.
- Datos: Q653487
- Multimedia: Battle of Werben / Q653487